# Guido Strazza
 (juin 2018).
Si vous disposez d'ouvrages ou d'articles de référence ou si vous connaissez des sites web de qualité traitant du thème abordé ici, merci de compléter l'article en donnant les références utiles à sa vérifiabilité et en les liant à la section « Notes et références ».
Guido Strazza, né le 21 décembre 1922 à Santa Fiora, est un artiste peintre italien.

## Biographie
Guido Strazza est né à Santa Fiora où il passe toute son enfance et sa jeunesse, il s'inscrit ensuite à l'université, et à 20 ans, en 1942, il entre dans le cercle des futuristes italiens et expose la même année de l'aéropeinture avec son ami Filippo Tommaso Marinetti.
Il a obtenu son diplôme, mais en 1948, il décide de quitter sa profession pour se consacrer entièrement à la peinture. Il va voyager au Brésil, au Chili et au Pérou pour travailler de 1951 à 1953. Il exposera même certaines de ses œuvres à la Biennale de São Paulo. Il a également, avec d'autres artistes et architectes, travailler pour la reconstruction de Callao, une ville péruvienne sévèrement détruite par des tremblements de terre.
En 1954, il décide de revenir en Italie, à Milan et à Venise et gagne en 1960 un premio acquisto, à la huitième édition du Prix Spoleto (it). En 1964, c'est à Rome qu'il commence de fréquenter le milieu de l'Istituto Nazionale per la Grafica et commence à se plonger dans le monde de la gravure, l'amenant à en présenter une quelques années plus tard dans le prestigieux Biennale de Venise de 1968.
Les années 1970 sont très bonnes pour lui comme directeur de la Calcografia Nazionale et la publication de son ouvrage  Il Gesto e il segno (Le geste et le signe). Ajouté à cela ses différents cycles de peintures et de gravures comme Trama Quadrangolare exposée au Palais de Milan. Dans les années 1980, on peut mentionner le cycle des Segni di Roma et celui de Cosmati. Ce dernier a été présenté à nouveau à la Biennale de Venise en 1984 et en 1988 et a reçu le prestigieux Prix Antonio-Feltrinelli. Dans ces années, il a également collaboré avec Maria Lai avec lequel il réalise le pavement du Lavatoio Comunale di Ulassai (it).
Au début du nouveau millénaire, il est considéré parmi les Maestri di Grafic (les plus importants artistes italiens) et participe à l'exposition Novecento du Palais du Quirinal et, en 2002, reçoit le Prix du Capitole de Les étudiants de Rome.
En 2007, il est un des invités du musée d'art contemporain Stazione dell'arte (it). En 2008, le Museo della Grafica di Palazzo Lanfranch de Pise a consacré une rétrospective majeure de ses cinquante années d'activité artistique.
Il est membre de la Koninglijke Vlaanse Accademie van Belgie, académie de Bruxelles et de Institut national d'études romaines (it). Depuis 1997, il est un membre de l'Accademia di San Luca.
Il vit et travaille actuellement à Rome.

## Galerie photographique

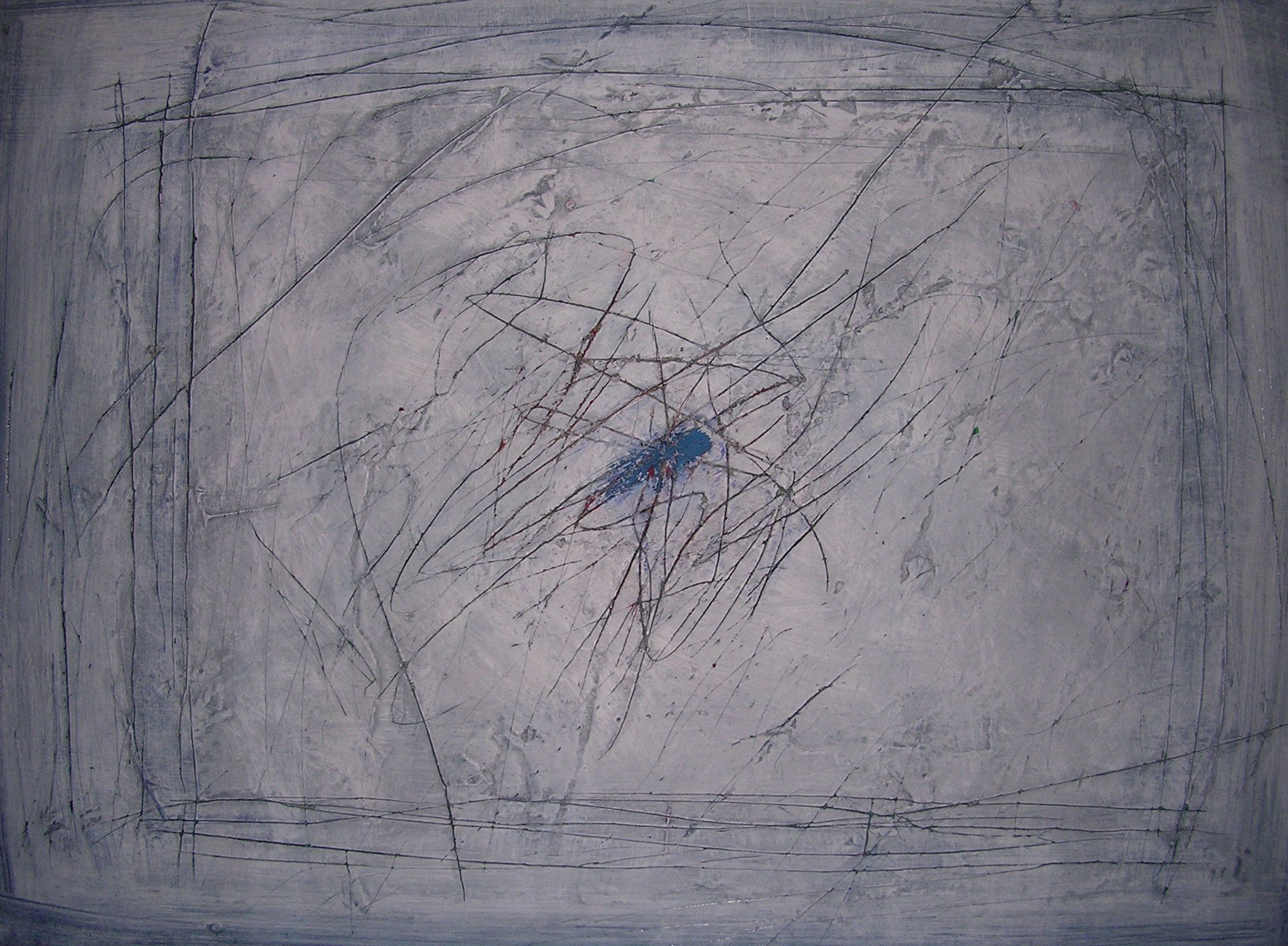
Centro blù, 2007
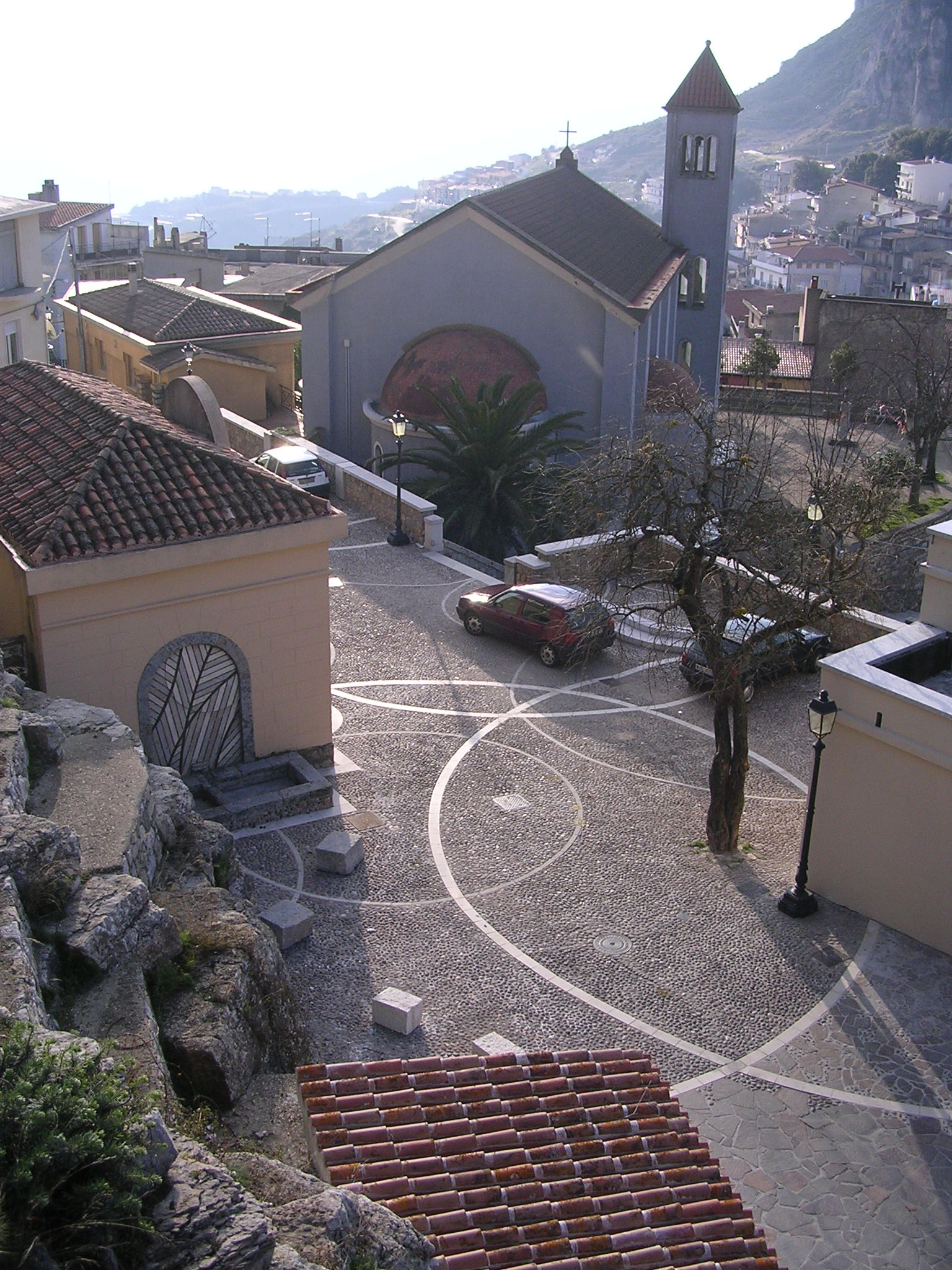
Pavement au Lavatoio Comunale di Ulassai réalisé avec Maria Lai

## Prix
Strazza a reçu plusieurs prix dont :
- Citoyen d'honneur d'Ulassai
- Prix Vittorio De Sica pour les arts visuels, 2014 ;
- Médaille d'or de Provisino, de Santa Fiora, 2015.